# Utvrda Ostrožac
Utvrda Ostrožac je utvrda koja se nalazi u naselju Ostrožac, gradu Cazinu, u BiH. Utvrda se prvi put spominje u 13. stoljeću u posjedu blagajskih Babonića. U 16. stoljeću skupa s okolnim područjima pada pod osmansku vlast skupa s okolnim područjem. Od tad utvrdom upravljaju begovi Beširevići i age Dizdarevići sve do početka 20. stoljeća kada Mehmed-beg Beširević prodaje dvorac pripadnicima habsburške obitelji Berks koji u njemu grade dodatak koji je do danas vidljiv na dvorcu.
Od 8. studenoga 2013. tvrđava Ostrožac nalazi se na listi nacionalnih spomenika Bosne i Hercegovine.

## Vanjske poveznice
|  | Zajednički poslužitelj ima još gradiva o temi Utvrda Ostrožac |

- [neaktivna poveznica], kccazin.com